# Ivan Thys
Ivan Victor Anna Thys (ur. 29 kwietnia 1897 w Antwerpii, zm. 15 lutego 1982 tamże) – belgijski piłkarz grający na pozycji napastnika. Był reprezentantem Belgii.

## Kariera klubowa
Przez całą swoją piłkarską karierę Thys był związany z klubem Beerschot VAC. W sezonie 1919/1920 zadebiutował w jego barwach w pierwszej lidze belgijskiej i grał w nim do 1931 roku. Pięciokrotnie zostawał z nim mistrzem Belgii w sezonach 1921/1922, 1923/1924, 1924/1925, 1925/1926 i 1927/1928 oraz trzykrotnie wicemistrzem w sezonach 1922/1923, 1926/1927 i 1928/1929. W sezonie 1921/1922 był królem strzelców ligi z 21 strzelonymi golami.

## Kariera reprezentacyjna
W reprezentacji Belgii Thys zadebiutował 6 marca 1921 roku w wygranym 3:1 towarzyskim meczu z Francją, rozegranym w Forest. Był w kadrze Belgii na Igrzyska Olimpijskie w Antwerpii. Zdobył na nich złoty medal, jednak nie rozegrał żadnego spotkania na tym turnieju. Był również w kadrze Belgii na Igrzyska Olimpijskie w Paryżu. Od 1921 do 1926 roku rozegrał 20 meczów i strzelił 7 goli w kadrze narodowej.